# فريدريك هايند زيمرمان
فريدريك هايند زيمرمان (بالإنجليزية: Frederick Hinde Zimmerman)‏ هو صاحب مطعم أمريكي، ولد في 17 أكتوبر 1864 في ماونت كرمل في الولايات المتحدة، وتوفي في 21 سبتمبر 1924 في Grand Rapids Hotel ‏ في الولايات المتحدة.